# 本牧亭
本牧亭（ほんもくてい）は、東京都台東区上野にあった講談専門の寄席。2011年9月24日閉場。

## 概要
1857年（安政4年）、本牧屋仙之助（後の鈴木龍助）が、江戸上野広小路に軍談席(＝講釈場)本牧亭を開場したのが始まりである。(講釈場とは講釈(講談)を公演する寄席のこと。)その名称は仙之助の屋号本牧屋に因む。
1876年（明治9年）に閉場し、代わりに鈴本亭（後の鈴本演芸場）が同じ上野に作られた。
その後、本牧亭は1950年（昭和25年）、鈴本演芸場の裏に、同演芸場3代目席亭鈴木孝一郎により、再建された。この時、鈴本演芸場が落語や色物を演ずる席になっていたのに対し、当席は日本で唯一の講談専門の席とされた。また、この本牧亭は、「講談バス」を走らせたり、「講談若い人の会」を開くなどして、多くの講談師や愛好家を育て、講談の普及発展に大いに貢献した。
1959年（昭和34年）には、「講談特選会」の開催により、第14回芸術奨励賞を受賞。昭和39年には、この寄席を舞台にした安藤鶴夫の小説「巷談本牧亭」が直木賞を受賞した。
1972年（昭和47年）には建物を改築し公演を続けてきたが、1990年（平成2年）)に閉場した。この時の席亭は石井英子（2代目春本助治郎の妻）。
その後、1992年（平成4年）、近くの文京区湯島に小規模ながら再開され、2002年（平成14年）には上野に移り、黒門町本牧亭として月数回の公演を続けていた。なお、同席は、講談の公演をしていない時は、日本料理本牧亭として営業していた。
黒門町本牧亭は2011年（平成23年）9月24日に経営悪化を理由として閉場することが明らかとなった。尚、講談公演自体は「若手講談師を育てるために、別の場所を借りてでも続けたい」としていた。閉場後は近隣のお江戸上野広小路亭など永谷商事が運営するホールなどに場所を移して講談公演を行っている。
2011年11月9日、東京地方裁判所より破産手続開始決定を受けた。これにより本牧亭は清算手続きに入ったが、この問題は既に終了している。

## 名称について
本牧亭の名称であるが、上野周辺の風景が横浜の本牧付近に似ているので本牧亭となったという説があるが、席亭を務めた清水孝子によれば「誤りである」とのこと。この説は、長谷川伸が何かに書いたため広まったものであるらしい。前述のように、その名称は仙之助の屋号本牧屋に因む。なお、清水孝子は前出の鈴木孝一郎の孫、石井英子の長女に当たる。が、下記のような異説もあるようだ。
　
六代目三遊亭圓生の『江戸散歩』によると、「明治の初年と聞いておりますが、本牧亭という名前をつけた。どういうわけでその名がついたんだろうと思っていたら、傍に金沢という、これは金沢丹後といいますが非常に有名な菓子屋があったんです。神奈川に金沢八景という処がありますね。で、それにちなんでその金沢の傍だから本牧という席を建てたという」

## 関連書籍
- 石井英子『本牧亭の灯は消えず - 席亭・石井英子一代記』（駸々堂出版1991年、中公文庫2021年）
- 安藤鶴夫『巷談本牧亭』（桃源社1963年、角川文庫1969年、旺文社文庫1975年、筑摩文庫1992年、河出文庫2008年）＊電子版有
- 吉川潮『本牧亭の鳶』（新潮社2001年、ランダムハウス講談社文庫2007年）